# RGD-33
La RGD-33 è una bomba a mano anti-uomo sovietica progettata nel 1933 per sostituire l'obsoleta granata Modello 1914 ed è stata utilizzata nella seconda guerra mondiale.
Prima dell'uso, un fermo di bloccaggio sulla maniglia deve essere rilasciato e una spoletta, della durata media di circa 4 secondi, è stata inserita nella parte superiore della granata. Un buon tiro potrebbe inviare la granata da 30 a 40 metri di distanza. I frammenti hanno la forma di conchiglie, essendo sottili e rettangolari, ai quali si aggiungono i frammenti del rivestimento della granata. A causa della rapida perdita di velocità dei frammenti il raggio letale è piccolo, di circa 15 m, rendendo questa granata di tipo "offensivo". 
La granata aveva la possibilità di essere resa più letale con l'installazione di un manicotto di frammentazione di metallo, pesante circa 270 grammi. Montato sul manicotto, migliorava il raggio di offesa producendo un alto numero di frammenti più pesanti. Con il manicotto installato la granata si può definire difensiva.
La granata RGD-33 era complicata da utilizzare e produrre. Dopo l'invasione tedesca dell'URSS, fu sviluppata la più semplice RG-42, che lentamente sostituì la RGD-33.